# Khosrau 2.
Khosrau 2. (også kendt som Khosrow 2., Chosroes 2., eller Xosrov 2. (persisk: خسرو پرویز), var konge af Sassanideriget, hans regeringstid varede fra 590 til 628. Han var søn af Hormizd 4. og barnebarn af Khosrau 1.. Han var den sidste Sassanid konge der havde en lang regeringstid før den islamiske erobring af Persien, som begyndte fem år efter hans henrettelse. I starten af hans regeringstid mistede han sin trone, fik den tilbage et år efter med romersk hjælp, og et årti senere, gik efter at efterligne det Achæmenidiske dynasti, med at erobre mange Byzantinske provinser i Mellemøsten, en stor del af hans regeringstid blev brugt i krige imod the Byzantinske Rige og kampe mod usurpatorer såsom Bahram Chobin og Vistahm. 

## Biografi
Khosrau 2. blev født omkring 570'erne, da han gentagne gange er beskrevet som en dreng eller meget ung mand i 590-591. Det giver ham næsten den samme alder som profeten Muhammed. Hans mor tilhørte til en af de største aristokratiske familier i Iran, Ispahbudhan familien fra Parthien. Hun havde to brødre som hed Vinduyih og Vistahm, som kom til at spille en stor rolle i Khosrau's tidlige liv.

### Personlighed og talent
Muhammad ibn Jarir al-Tabari beskriver ham som:
 Udmærker de fleste af de andre persiske konger i tapperhed, visdom og omtanke, og ingen matcher ham i militær magt og triumf, hamstring af skatte og gode formuer, dermed tilnavn Parviz, hvilket betyder sejrende. 

## Tronbestigelse
Khosrau 2. blev hævet til tronen af Vistahm og Vinduyih, som var lederne af et palads kup, som afsatte, og dræbte Hormizd 4. Men på samme tid, marcherede Bahram Chobin med en stor hær mod Ktesifon. Magtesløs til at stoppe Bahram Chobins march mod Ktesifon, Khosrau og de to brødre var tvunget til at flygte til Aserbajdsjan, hvor de kunne samle tropper og få hjælp fra det Byzantinske Rige.
Vinduyih eskorteret Khosrau II til at søge bistand fra byzantinerne imens Vistahm forsøgte at samle en hær i det nordlige Iran. På deres vej, blev de overhælet af Bahrams tropper, men Vinduyih, lod sig blive fanget af hæren, for at sikre Khosraus flugt.
Khosrau 2. flygtede til Syrien, og derefter til Konstantinopel, hvor kejseren Maurikios (582-602) blev enig om at hjælpe Khosrau genvinde sin trone. Til gengæld at byzantinerne igen vil vinde suverænitet over Amida, Carrhae, Dara og Miyafariqin. Endvidere blev Persian forpligtet til at ophøre med at intervenere i affærerne i Iberia og Armenien, som effektivt afgav kontrol af Lazistan til byzantinerne.